# Osypisko
Osypisko (usypisko) – nagromadzenie sypkiego (luźnego) materiału skalnego u podstawy zbocza lub stoku. Powstaje w wyniku przemieszczania się (osypywania się) materiału z wyżej położonych partii skalnych w niższe, pod wpływem siły ciężkości i innych zjawisk. Tworzą się wówczas charakterystyczne stożki usypowe, podobne do górskich piargów. Powstawanie osypiska jest procesem bardzo długotrwałym.